# Kozacka grupa Wzorcowego Umanskiego Oddziału Kubańskiego Wojska Kozackiego
Kozacka grupa Wzorcowego Umanskiego Oddziału Kubańskiego Wojska Kozackiego (ros. Казачья группа Показательного Уманского отдела Кубанского казачьего войска) – kolaboracyjne zgrupowanie zbrojne Kozaków kubańskich podczas II wojny światowej
Po zajęciu przez wojska niemieckie Kubania na pocz. września 1942 r., w Krasnodarze i innych miejscowościach zaczęły się formować antysowieckie oddziały zbrojne złożone z Kozaków kubańskich. Niemcy zgrupowali je w 300-osobowy Umanski Kozacki Dywizjon Konny, sześć lub siedem batalionów pieszych i trzy sotnie konne, liczące ok. 3,3 tys. ludzi. Na ich czele stanął ataman 1 Wzorcowego Oddziału Umanskiego Kubańskiego Wojska Kozackiego chor. Trofim S. Gorb. Ich zadaniem była ochrona niemieckich instalacji militarnych i zwalczanie partyzantki. Podczas odwrotu wojsk niemieckich z Kubania na pocz. 1943 r. resztki oddziałów Kozaków kubańskich weszły w skład nowo formowanego w rejonie Berdiańska 1 Kubańskiego Pułku Konnego pod dowództwem starsziny wojskowego I. I. Sałomachy.